# Galaxy Force
Galaxy Force è un videogioco arcade del 1988 pubblicato da SEGA. Convertito per Sega Master System, lo sparatutto ha ricevuto un seguito, distribuito nello stesso anno con il titolo Galaxy Force II, di cui sono state realizzate versioni per Amiga, Amstrad CPC, Atari ST, Commodore 64, FM Towns, ZX Spectrum e Sega Mega Drive.

## Modalità di gioco
Il gameplay di Galaxy Force è simile ad After Burner.